# Sidney Poitier

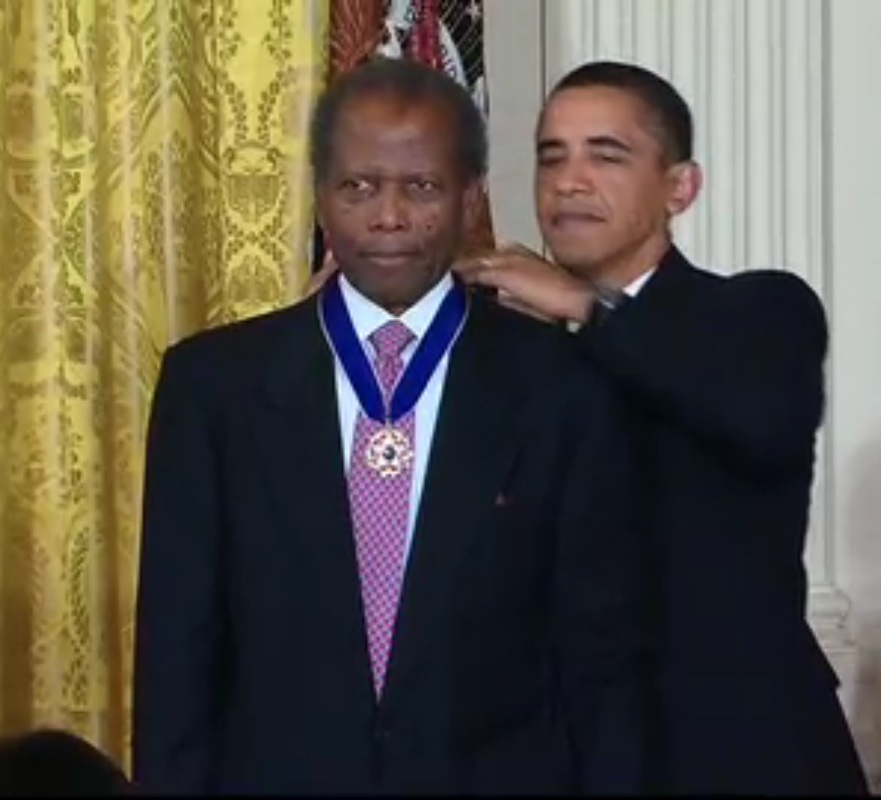
Sidney Poitier fick Presidentens frihetsmedalj 2009 av Barack Obama.

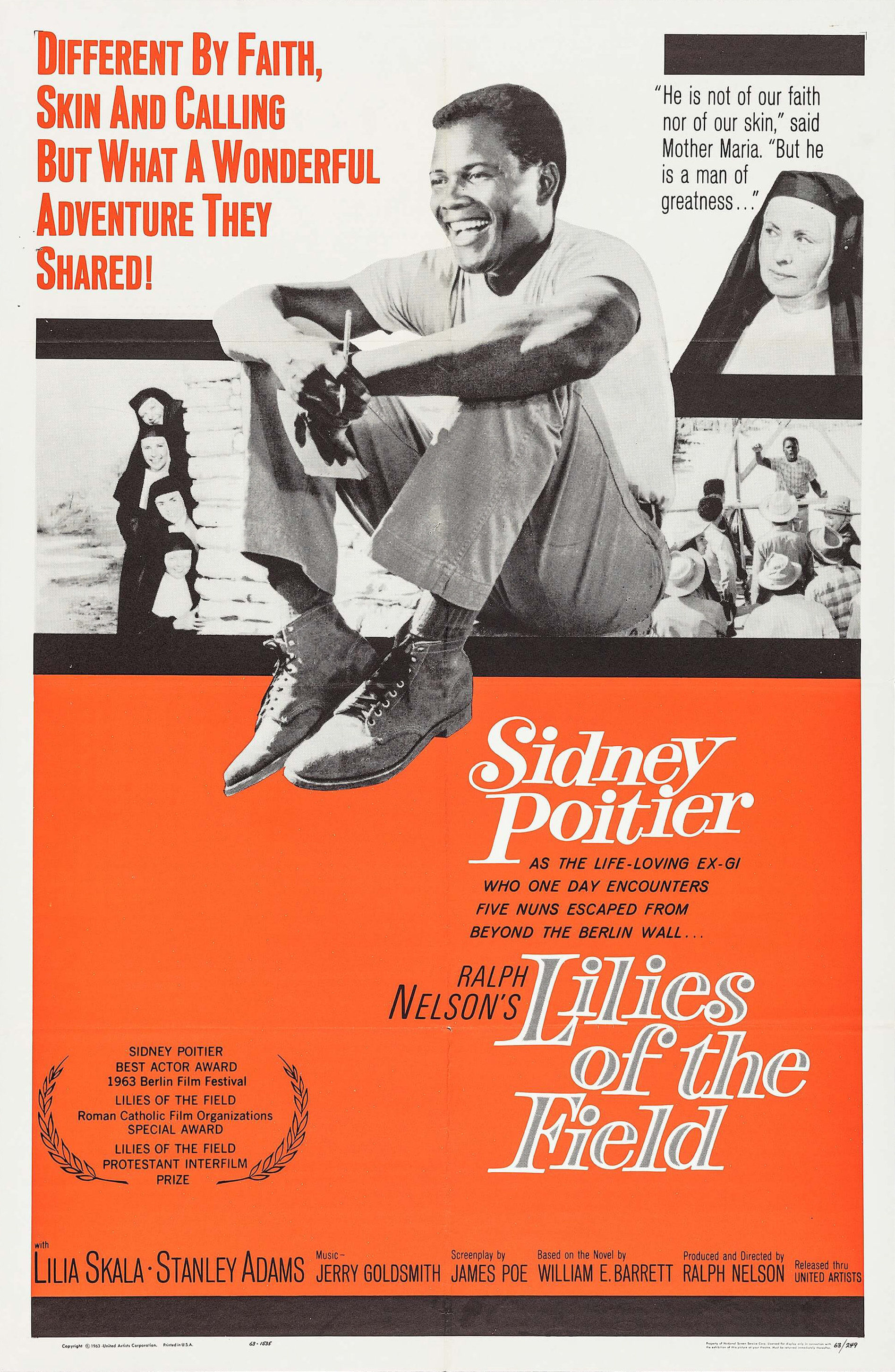
Filmaffisch till Liljorna på marken 1963.

Sidney Poitier, KBE, född 20 februari 1927 i Miami, Florida, död 6 januari 2022 i Los Angeles, Kalifornien, var en bahamansk-amerikansk skådespelare, regissör, filmproducent, författare och diplomat. 1964 blev Poitier den första bahamanen och även den första afroamerikanen att vinna en Oscar för bästa manliga huvudroll, för sin roll i Liljorna på marken. Betydelsen av dessa prestationer förstärktes ytterligare 1967, då han spelade i tre framgångsrika filmer som alla handlade om problem gällande ras och relationer över dess gränser: De upproriska, I nattens hetta och Gissa vem som kommer på middag, vilket gjorde honom till årets filmstjärna mätt i kassasuccéer. Han fick ytterligare två Oscar-nomineringar, tio Golden Globe-nomineringar, två Emmy-nomineringar, sex BAFTA-nomineringar, åtta Laurel-nomineringar och en nominering till Screen Actors Guild Awards. 
År 1999 placerade American Film Institute Poitier bland de största manliga stjärnorna från Hollywoods klassiska era. Han var en av de sista ännu levande efter Kirk Douglas död 2020. 
Sidney Poitier fick också beröm för sina rollinsatser i Porgy and Bess (1959), En fläck i solen (1961) och En strimma solsken (1965). Från 1970-talet och framåt började Poitier även regissera ett antal filmer, däribland Uptown Saturday Night (1974), Kalabalik i gangstervärlden (1975), A Piece of the Action (1977), Dårfinkarna (1980), med Richard Pryor och Gene Wilder i huvudrollerna, samt Titta han spökar (1990). Efter nästan ett decenniums uppehåll från skådespeleriet återvände han till filmen med huvudroller i Skjut för att döda (1988) och Sneakers (1992).
År 2002, 31 år efter att ha mottagit en Oscar, valdes Poitier ut av Amerikanska filmakademien för att erhålla en Heders-Oscar som ett erkännande "För hans enastående framgångar som en konstnär och som människa". Poitier adlades 1974. Mellan 1997 och 2007 var han bahamansk ambassadör i Japan. Den 12 augusti 2009 tilldelades Poitier Frihetsmedaljen, USA:s högsta civila hedersbetygelse, av president Barack Obama. År 2016 tilldelades han BAFTA Fellowship för enastående livsgärning med sina prestationer vid filmen.

## Biografi

### Bakgrund och uppväxt
Sidney L. Poitier föddes den 20 februari 1927 i Miami, Florida. Han var det yngsta i en skara av sju barn. Hans föräldrar, Evelyn (född Outten, 1896–1964) och Reginald James Poitier (1884–1962), var bahamanska bönder som ägde en gård på Cat Island. Familjen brukade resa till Miami för att sälja tomater och annan skörd. Reginald arbetade också som taxichaufför i Nassau. 
Poitier föddes två månader för tidigt, under ett av hans föräldrars besök i Miami. Poitier växte upp i fattigdom på Bahamas, då en brittisk kronkoloni. På grund av sin födelse i USA blev han dock automatiskt berättigad amerikanskt medborgarskap. Han slutade skolan när han var 13 år och senare anslöt han sig till den amerikanska armén och tjänstgjorde i andra världskriget som medicinsk assistent. Sin Broadwaydebut begick Poitier 1946 och fyra år senare debuterade han även i filmsammanhang.

### Tidig karriär
Han fick sin banbrytande filmroll som gymnasieelev i filmen Vänd dem inte ryggen! (1955). 1958 spelade Poitier och Tony Curtis förrymda straffångar i Kedjan, som fick nio Oscarsnomineringar. Båda skådespelarna nominerades till en Oscar för bästa manliga huvudroll, Poitiers var den första till en afroamerikansk skådespelare, samt en nominering till en BAFTA, vilken Poitier vann.
Sidney Poitier var den man som bröt filmvärldens rasbarriär i USA. Han var bland annat den förste afro-amerikan som tog hem en Oscar i kategorin bästa manliga huvudroll för sin insats i filmen Liljorna på marken från 1963.
År 1967 blev ett av Poitiers mest framgångsrika år, med filmerna De upproriska, I nattens hetta och Gissa vem som kommer på middag. I den första filmen spelar Poitier en lärare på en gymnasieskola i East End i London. Filmen behandlar olika sociala frågor. I Norman Jewisons mysteriedrama I nattens hetta spelade Poitier Virgil Tibbs, en polis från Philadelphia som utreder ett mord i den djupa södern i Mississippi tillsammans med en fördomsfull polis, spelad av Rod Steiger. Filmen blev en kritikersuccé. Poitier erhöll en Golden Globe Award och en BAFTA-nominering för sin insats.
I Stanley Kramers drama Gissa vem som kommer på middag spelade Poitier John Wade Prentice, en man i ett förhållande med en vit kvinna, spelad av Katharine Houghton. Filmen kretsar kring Johns första möte med sina svärföräldrar, spelade av Katharine Hepburn och Spencer Tracy och deras reaktioner på dotterns partner. Filmen var en av få filmer vid tiden som skildrade äktenskap mellan svarta och vita på ett positivt sätt, då detta tidigare hade varit olagligt i de flesta stater i USA. Det var ännu olagligt i 17 stater, främst sydstater, fram till i juni 1967, sex månader innan filmen hade premiär. Filmen blev såväl framgångsrik ekonomiskt som hos kritiker. 

### Senare år
I nattens hetta, där Poitier spelade polisen Virgil Tibbs, kom att få två uppföljare under 1970-talet, Man kallar mig MR. Tibbs! (1970) och Organisationen (1971).
Poitier regisserade flera filmer, den mest framgångsrika var komedin Dårfinkarna (1980), med duon Richard Pryor och Gene Wilder. Hans filmregissörsdebut ägde dock rum redan 1972, med Buck och Herrens högra hand, där Poitier även spelade huvudrollen, tillsammans med Harry Belafonte. Året därpå regisserade och spelade Poitier även huvudrollen i det romantiska dramat Het december. Trion Poitier, Cosby och Belafonte återförenades, med Poitier i regissörsstolen igen, i Uptown Saturday Night (1974). Han regisserade även Cosby i Kalabalik i gangstervärlden (1975), A Piece of the Action (1977) och Titta han spökar (1990).
År 1988 spelade Sidney Poitier i Skjut för att döda mot Tom Berenger. 1992 spelade han i Sneakers mot Robert Redford och Dan Aykroyd. 1997 gjorde han en biroll i Schakalen med Richard Gere och Bruce Willis. På 1990-talet medverkade han i flera välmottagna TV-filmer och miniserier som Skilda världar (1991), Den hårda skolan (1996), Mandela och de Klerk (1997) och The Simple Life of Noah Dearborn (1999). Han blev Emmy-nominerad för sin roll i Skilda världar och Mandela och de Klerk, samt mottog även en Golden Globe-nominering för Skilda världar.
Sidney Poitier tilldelades en hedersoscar 2002 med motiveringen: "För hans enastående framgångar som en konstnär och som människa."

### Privatliv
Poitier var först gift med Juanita Hardy åren 1950–1965. 1959 inledde Poitier en nioårig relation med skådespelaren Diahann Carroll. Han gifte sig 1976 med Joanna Shimkus, en kanadensisk skådespelare som spelat med Poitier i The Lost Man 1969. De förblev gifta fram till hans död. Han hade fyra döttrar med sin första fru (Beverly, Pamela, Sherri och Gina) och två med sin andra (Anika och Sydney Tamiia). Dottern Sydney Tamiia Poitier (född 1973) är också skådespelare.

### Död och eftermäle
Poitier dog den 6 januari 2022 i sitt hem i Los Angeles, vid 94 års ålder. Efter hans död har flera personer gjort uttalanden, där de hedrat Poitier, däribland USA:s president Joe Biden som bland annat skrev "Med orubblig praktfullhet och värdighet – hans enastående värme, djup och stolta hållning på filmduken – hjälpte Sidney till att öppna miljoner hjärtan och förändrade hur Amerika såg på sig själva". Den tidigare presidenten Barack Obama hyllade Poitier och kallade honom "en enastående talang som representerade värdighet och elegans".

## Filmografi i urval
- 1950 – Ingen väg ut
- 1955 – Vänd dem inte ryggen!
- 1957 – Ingen undkommer
- 1957 – Slavhandlaren
- 1958 – Kedjan
- 1959 – Porgy and Bess
- 1961 – En fläck i solen
- 1961 – Paris Blues
- 1962 – Tryckpunkten
- 1963 – Liljorna på marken
- 1964 – Röde Orm och de långa skeppen
- 1965 – Mannen från Nasaret
- 1965 – Jakt på främmande ubåt
- 1965 – En strimma solsken
- 1965 – En röst i telefonen
- 1966 – Duell i Diablo
- 1967 – De upproriska
- 1967 – I nattens hetta
- 1967 – Gissa vem som kommer på middag
- 1968 – Fästman sökes
- 1969 – Urladdning
- 1970 – Man kallar mig MR. Tibbs!
- 1971 – Organisationen
- 1971 – Främling i egen stad
- 1972 – Buck och Herrens högra hand (regi och roll)
- 1973 – Het december (regi och roll)
- 1974 – Uptown Saturday Night (regi och roll)
- 1975 – Flykten mot Botswana
- 1975 – Kalabalik i gangstervärlden (regi och roll)
- 1980 – Dårfinkarna (regi)
- 1982 – Hett om öronen (regi)
- 1988 – Skjut för att döda
- 1988 – Spioner i familjen
- 1990 – Titta han spökar (regi)
- 1991 – Skilda världar (TV-film)
- 1992 – Sneakers
- 1996 – Den hårda skolan (TV-film)
- 1997 – Mandela och de Klerk (TV-film)
- 1997 – Schakalen
- 1999 – The Simple Life of Noah Dearborn (TV-film)
- 2008 – Mr. Warmth: The Don Rickles Project

## Galleri

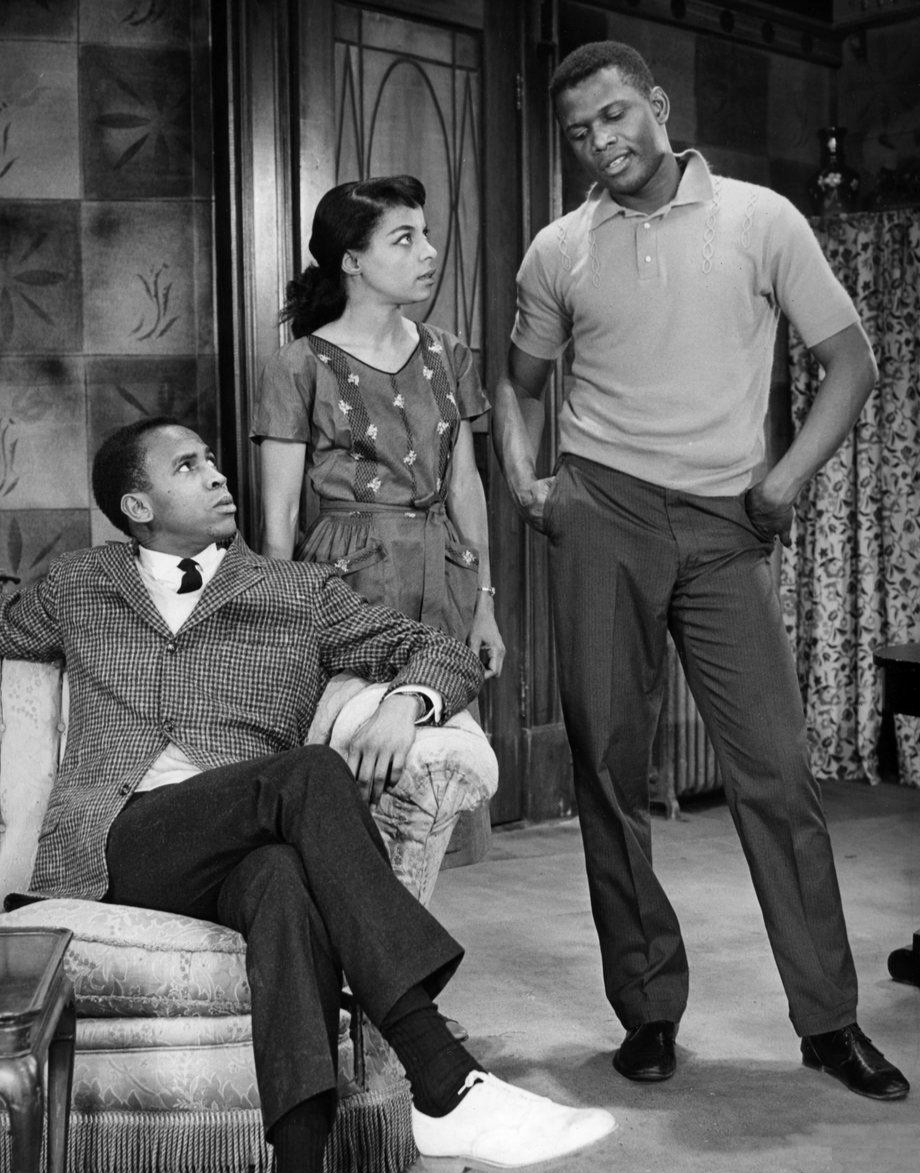
En scen ur En fläck i solen, från vänster Louis Gossett Jr., Ruby Dee, och Sidney Poitier.
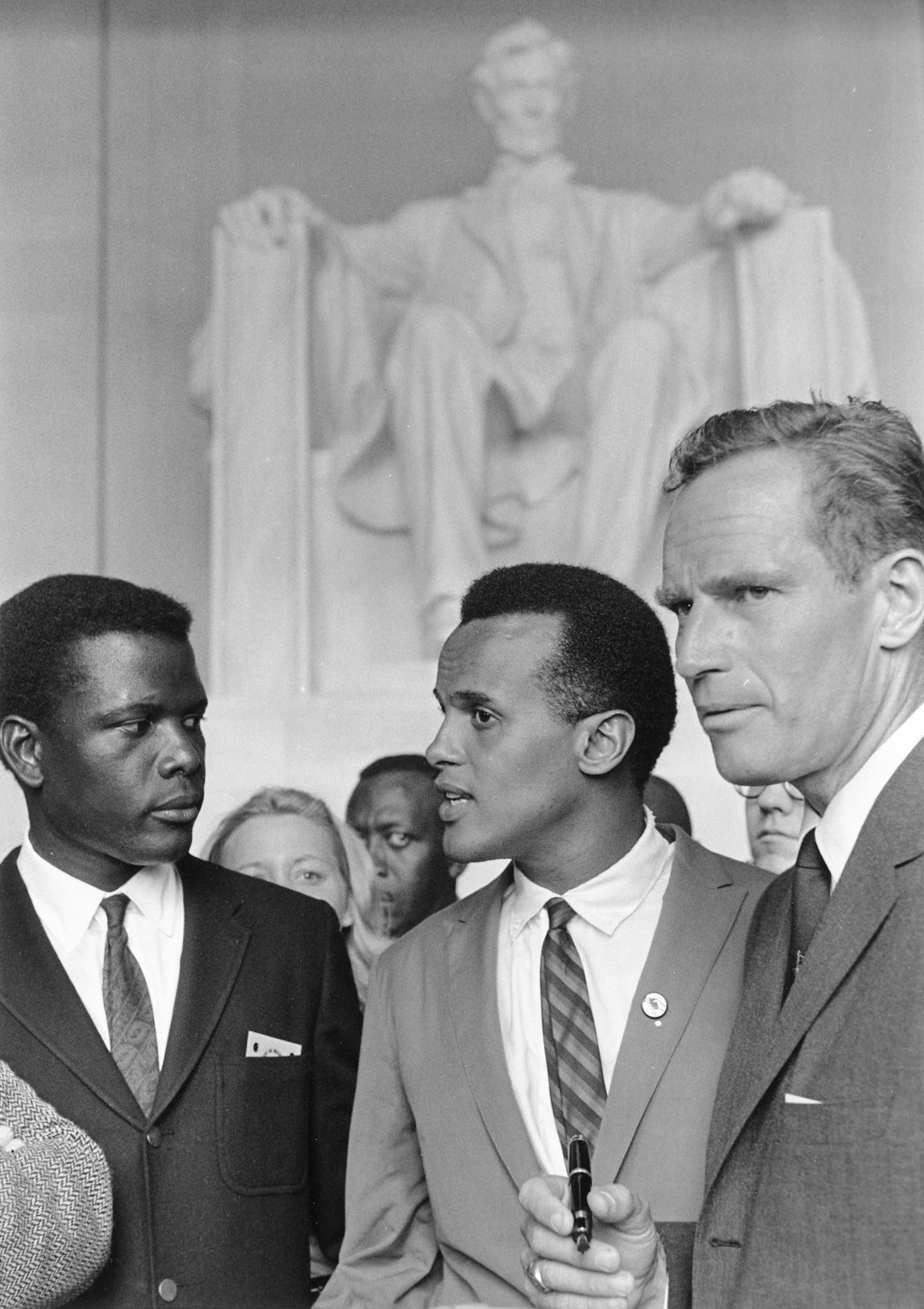
Sidney Poitier (till vänster) med Harry Belafonte och Charlton Heston, 1963.
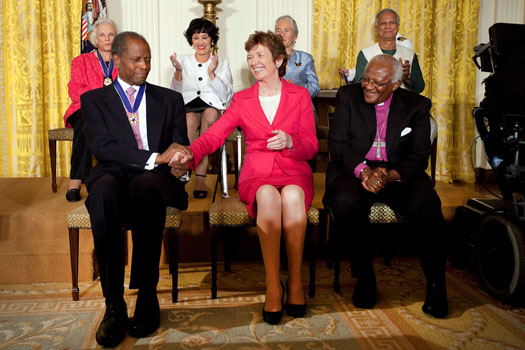
Sidney Poitier och Desmond Tutu vid utdelningen av Frihetsmedaljen 2009.
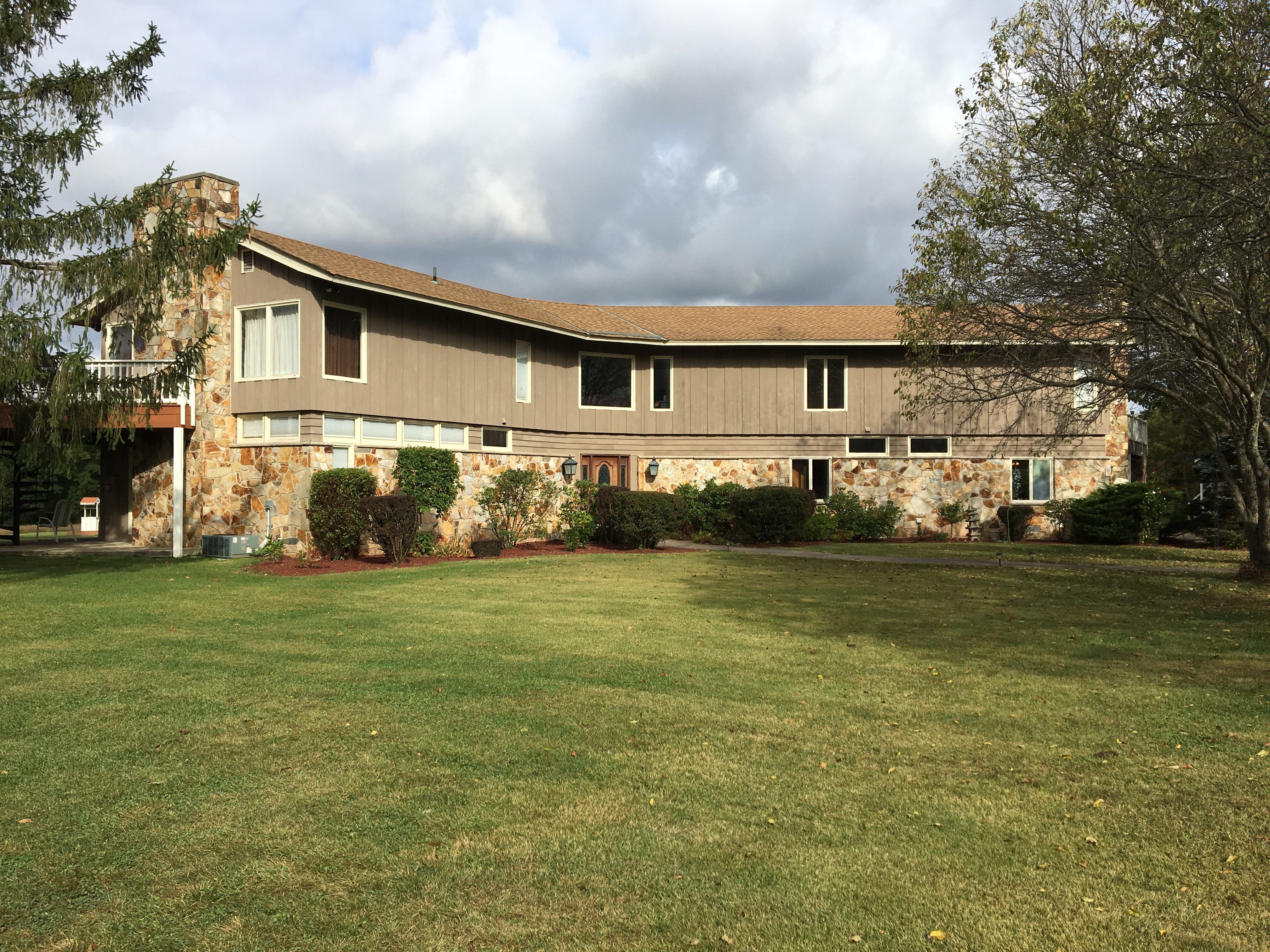
Sidney Poitiers hus i Stuyvesant, New York.